# Ungkal
Ungkal is een bestuurslaag in het regentschap Sumedang van de provincie West-Java, Indonesië. Ungkal telt 634 inwoners (volkstelling 2010).